# واقعی (آلبوم چندآهنگه)
واقعی (انگلیسی: Real) سومین آلبوم چندآهنگه از خواننده و ترانه‌پرداز اهل کره جنوبی، آی‌یو است که در ۹ دسامبر ۲۰۱۰ توسط لئون انترتینمنت منتشر شد. نسخهٔ ویژه آلبوم در زمان پیش‌سفارش، سولداَوت شد که نشان از انتظار زیاد برای این آلبوم بود.

## جدول‌های موسیقی
| جدول (۲۰۱۰)                | بالاترین جایگاه |
| -------------------------- | --------------- |
| آلیوم‌های کره جنوبی (گائون) | ۲               |

| جدول (۲۰۱۰)                | بالاترین جایگاه |
| -------------------------- | --------------- |
| آلبوم‌های کره جنوبی (گائون) | ۳               |

| جدول (۲۰۱۱)                | جایگاه |
| -------------------------- | ------ |
| آلبوم‌های کره جنوبی (گائون) | ۳۳     |

## تاریخچه انتشار
| منطقه     | تاریخ         | فرمت                 | نسخه            | ناشر            |
| --------- | ------------- | -------------------- | --------------- | --------------- |
| کره جنوبی | ۹ دسامبر ۲۰۱۰ | سی‌دی، دانلود دیجیتال | نسخه استاندارد  | لئون انترتینمنت |
| کره جنوبی | ۹ دسامبر ۲۰۱۰ | سی‌دی+دی‌وی‌دی          | نسخه ویژه محدود | لئون انترتینمنت |
| جهانی     | ۹ دسامبر ۲۰۱۰ | دانلود دیجیتال       |                 | لئون انترتینمنت |